# Фиџи на Светском првенству у атлетици у дворани 2008.
Фиџи је дебитовао на Светском првенству у дворани 2008. одржаном у Валенсијиу од 7. до 9. марта. Репрезентацију Фиџија представљала је једна атлетичарка, која се такмичила у трци на 400 метара.
Представница Фиџија није освојила ниједну медаљу али је оборила национални рекорд на 400 метара у дворани.

## Учесници
Жене:
- Макелеси Батимала — 400 м

## Резултати

### Жене
| Атлетичарка       | Дисциплина | Лични рекорд | Квалификације | Квалификације | Полуфинале | Полуфинале | Финале                | Финале       | Детаљи |
| Атлетичарка       | Дисциплина | Лични рекорд | Резултат      | Место         | Резултат   | Место      | Резултат              | Место        | Детаљи |
| ----------------- | ---------- | ------------ | ------------- | ------------- | ---------- | ---------- | --------------------- | ------------ | ------ |
| Макелеси Батимала | 400 м      |              | 54,02 НР      | 3. у гр. 1 КВ | 54,23      | 5 у пф. 1  | Није се квалификовала | 11 / 11 (19) |        |